# 西德尼·李 (作家)
西德尼·李（1859年12月5日—1926年3月3日）是一位英国犹太裔历史学家和传记作家，主要作品有《维多利亚女王与日不落帝国的黄金时代》（Queen Victoria: a biography）、《莎士比亚传》（A Life of William Shakespeare）等。